# Pixie

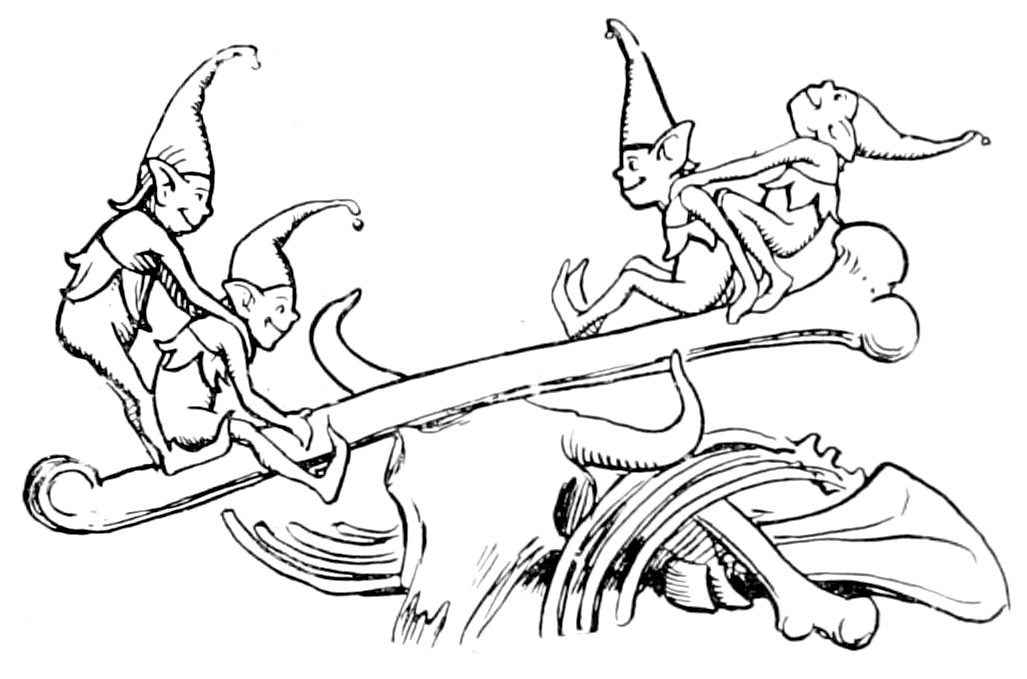
Unos pixies jugando sobre los huesos de una vaca, ilustración de John D. Batten c. 1894.

Los pixies (también llamados pizkies, pigsies, etc. en partes de Cornualles y Devon) son unas criaturas del folclore británico. Se especula que los pixies se concentran particularmente en las áreas de Dartmoor alrededor de los condados Devon y Cornualles, lo que sugiere cierto origen celta, de la creencia y del nombre.
Al igual que los Aes Side (también escrito como Aos Sidhe) de Irlanda y Escocia, se cree que los pixies habitan sitios subterráneos ancestrales como los crómlechs, túmulos, dólmenes, ringforts o menhires. En la tradición regional tradicional, los pixies son generalmente benignos, traviesos, de baja estatura e infantiles; les gusta bailar y luchar al aire libre, que realizan durante la noche.
En la era moderna, generalmente se los suele representar con orejas puntiagudas, a menudo vistiendo con vestimentas verdes y un sombrero puntiagudo. Las historias tradicionales los describen vistiendo bultos de harapos sucios y andrajosos, que descartan como regalos que contienen ropa nueva. En otras representaciones, sus ojos se describen muy almendrados apuntando hacia arriba en el extremo exterior. Estas, sin embargo, son convenciones surgidas durante la época victoriana y no forman parte de la mitología más antigua.[cita requerida]

## Etimología y origen
El origen de la palabra pixie es incierto. Podría provenir del dialectal sueco pyske, que significa 'hada pequeña'. Otros han cuestionado esto, dado que no hay un caso plausible para los registros dialectales nórdicos en el sudoeste de Inglaterra, afirmando en cambio, en vista del origen córnico del piskie, que el término es de origen más celta, aunque no se conoce un antepasado claro de la palabra. El término Pobel Vean (gente pequeña) se usa a menudo para referirse a ellos colectivamente.
Existen análogos muy similares en la cultura irlandesa (Aes Side), manés (Mooinjer veggey), galesa (Tylwyth Teg o 'familia justa') y bretona (korrigan) estrechamente relacionada. Aunque sus nombres comunes no están relacionados, existe un alto grado de variación local de nombres. En el oeste de Penwith, el área de supervivencia tardía del idioma córnico, los spriggans son distinguidos de los pixies por su naturaleza maliciosa, mientras que los knockers se distinguen por su asociación con la minería del estaño en Cornualles.
Se cree que la mitología de los pixies es anterior a la presencia cristiana en Gran Bretaña. Los espíritus encapuchados genii cucullati romano-británicos son un posible antepasado celta antiguo; tales sprites enanos vestían mantos tradicionales con capuchas asociados con los británicos y llevaban así encubiertas unas dagas fálicas. Durante la era cristiana, a veces se decía que eran las almas de los niños que habían muerto sin ser bautizados (similar a la creencia en el Limbo). Estos niños cambiarían su apariencia a pixies una vez que sus ropas fueran colocadas en vasijas funerarias de barro que fueran utilizadas en su vida terrenal como juguetes. En 1869, algunos sugirieron que el nombre pixie era un remanente racial de las tribus pictas de la Escocia actual que pintaban y tatuaban su piel de color azul, un atributo a menudo asociado a los pixies.[cita requerida] Los pictos dieron su nombre a un tipo de pixie irlandés llamado Pecht. Todavía se hace referencia a esta sugerencia en la escritura contemporánea, pero no hay una conexión comprobada, y la base etimológica se considera ambigua. Algunos investigadores del siglo XIX han hecho aseveraciones más generales sobre los orígenes de los pixies, o los han conectado con Puck (Bucca en Cornualles), una criatura mitológica a veces descrita como un hada; el nombre mismo de Puck (irlandés: Púca, galés: Pwca) también es de origen incierto.
La primera versión publicada de la historia de Los tres cerditos es de Dartmoor en 1853 y tiene como protagonistas a tres pixies en lugar de los cerditos. En el dialecto más antiguo del sudoeste de Inglaterra, los pares de letras de pronunciación aceptada moderna a veces se transponen de la ortografía sajona más antigua (waps para wasp, aks para ask, etc.), lo que da como resultado piskies en lugar de piksies (pixies) como se encuentran comúnmente en Devon y Cornualles en las épocas modernas.
Hasta el advenimiento de la ficción contemporánea, la mitología de los pixies se localizaba principalmente en Gran Bretaña. Algunos han notado similitudes con las "hadas del norte", elfos germánicos y escandinavos, o los tomte nórdicos, pero los pixies se distinguen de estos por los mitos y las historias de Devon y Cornualles.

### Cornualles y Devon
Antes de mediados del siglo XIX, las ciudades de Cornualles y Devon tenían numerosas representaciones culturales de pixies y hadas. Los libros dedicados a las creencias hogareñas de los campesinos estaban llenos sobre incidentes de manifestaciones de pixies. Algunos topónimos llevan su nombre por los pixies asociados con ellos. En Devon, cerca de Challacombe, unos peñascos reciben su nombre de los pixies que se decía que habitaban allí. En Trevose Head en Cornualles, se dice que 600 pixies se reunieron bailando y riendo en un círculo que apareció sobre el césped hasta que uno de ellos, llamado Omfra, perdió la risa. Después de buscar entre los túmulos de los antiguos reyes de Cornualles en St Breock, vadea a través del Estanque Dozmary sin fondo en Bodmin Moor hasta que el Rey Arturo le devuelve la risa en forma de una chova.
En las leyendas asociadas con Dartmoor, se dice que los pixies (o piskeys) se disfrazan como un montón de trapos para atraer a los niños. Estos pixies de Dartmoor tienen la reputación de ser amantes de la música, el baile y montar potrillos de Dartmoor. Se dice que ayudan a las personas, a veces ayudando a viudas y a otros necesitados con sus labores hogareñas. Sin embargo, no son completamente benignos, ya que tienen la reputación de engañar a los viajeros, conocido como ser "pixy-led", y esto se podría remediar volteando al revés el interior de un abrigo.
Se dice que la reina de los pixies de Cornualles es Joan the Wad, y se considera que bendice a las personas con buena suerte. En Devon, se dice que los pixies son "invisibles de tan pequeños que son, e inofensivos o bien amistosos hacia el hombre".[cita requerida]
En algunas de las leyendas y relatos históricos, se presentan con apecto y estatura antropomórfico. Por ejemplo, un miembro de la familia Elford en Tavistock, Devon, se escondió con éxito de las tropas de Cromwell en la casa de un pixie. Aunque la entrada se ha estrechado con el tiempo, todavía se puede acceder a esa casa pixie, una caverna natural ubicada en Sheep Tor.
En Buckland St. Mary, Somerset, se dice que los pixies y las hadas estuvieron en guerra. Los pixies triunfaron, y aún frecuentan el área, mientras que las hadas supuestamente habrían abandonado el lugar luego de la derrota.
En los primeros años del siglo XIX, su contacto con humanos normales se había vuelto infrecuente. En el libro sobre Cornualle de Samuel Drew de 1824, él declara esta observación:

The age of pixies, like that of chivalry, is gone. There is, perhaps, at present hardly a house they are reputed to visit. Even the fields and lanes which they formerly frequented seem to be nearly forsaken. Their music is rarely heard.
La edad de los pixies, como la de la caballería, ha pasado. En la actualidad, tal vez, apenas haya una casa que tengan la reputación de visitar. Incluso los campos y caminos que solían frecuentar parecen casi abandonados. Rara vez se oye su música.

### Día Pixie
El Día Pixie es una tradición antigua que se lleva a cabo anualmente durante junio en la ciudad de Ottery St. Mary, en East Devon. El día conmemora una leyenda sobre los pixies siendo desterrados de la ciudad a las cuevas locales conocidas como "Pixie's Parlour" (Salón de los pixies).
La leyenda del Día Pixie se origina en los primeros días del cristianismo, cuando un obispo local decidió construir una iglesia en Otteri (Ottery St. Mary) y encargó un juego de campanas, o campaneros, para ser traídos desde Gales, que debieron ser escoltados por los monjes durante su viaje.
Los pixies estaban preocupados, ya que sabían que una vez que se instalaran las campanas, sería el toque de muerte para su gobierno sobre esas tierras. Lanzaron un hechizo sobre los monjes para redirigirlos del camino a Otteri hacia el camino que los conducía al borde del acantilado en Sidmouth. Justo cuando los monjes estaban a punto de caer por el acantilado, uno de los monjes se golpeó el dedo del pie con una roca y dijo "Dios bendiga mi alma", rompiendo así el hechizo.
Luego, las campanas fueron llevadas a Otteri e instaladas. Sin embargo, el hechizo de los pixies no se rompió por completo; cada año, en un día de junio, los "pixies" salen y capturan a los campaneros de la ciudad, y luego los encarcelan en Pixie's Parlor para ser rescatados por el vicario de Ottery St. Mary. Esta leyenda es recreada cada año por los grupos Cub y Brownie de Ottery St. Mary, con un Pixie's Parlour especialmente construido en la plaza central de la localidad; el Pixie's Parlour original se puede encontrar a lo largo de las orillas del río Otter.

## Características
Los pixies se describen en el folklore y la ficción de varias maneras, más comúnmente como apenas vestidos o desnudos. En 1890, William Crossing señaló la preferencia de un pixie por los adornos: "De hecho, existe una especie de debilidad por los adornos entre ellos, y un trozo de listón parece ser... muy apreciado por ellos".
Se dice que algunos pixies roban niños o desvían a los viajeros. Esto parece ser una mezcla de la mitología de las hadas que originalmente no estaba unida a la de los pixies; en 1850, Thomas Keightley señaló que gran parte de la mitología de los pixies en Devon puede haberse originado en el mito de las hadas. Los pixies también supuestamente premiarían la consideración y castigarían la negligencia por parte de los humanos más grandes, para los cuales Keightley proporciona ejemplos. Por su presencia, traen bendiciones a quienes los aprecian.
Se dice que los pixies tienen una conexión espiritual con los caballos, cabalgándolos por placer y hacen rizos enredados en las crines de esos caballos. Tienen fama de grandes exploradores, conocedores de las cuevas del océano, las fuentes ocultas de las corrientes.
En la mitología, a veces se dice que los pixies son de origen humano o que "participan de la naturaleza humana", a diferencia de las hadas cuya mitología se remonta a fuerzas espirituales inmateriales y malignas. En algunas discusiones, los pixies se presentan como criaturas casi pigmeas sin alas. Sin embargo, esto es probablemente una adición posterior a la mitología.
Un erudito británico expresó su creencia de que "los pixies eran evidentemente una raza más pequeña y, debido a la mayor penumbra de las... historias sobre ellos, creo que fueron una raza anterior".

### Interpretaciones literarias
Varios poetas de la época victoriana los veían como seres mágicos. Un ejemplo es Samuel Minturn Peck. En su poema The Pixies, él escribe:

‘Tis said their forms are tiny, yet

All human ills they can subdue,

Or with a wand or amulet

Can win a maiden’s heart for you;

And many a blessing know to stew

To make to wedlock bright;

Give honour to the dainty crew,

The Pixies are abroad tonight.
Se dice que sus formas son diminutas, pero

Todos los males humanos que pueden someter,

O con una varita o amuleto

puede ganar el corazón de una doncella para ti;

Y muchas bendiciones saben guisar

Para hacer que el matrimonio sea brillante;

Da honor a la delicada tripulación,

Los Pixies están fuera esta noche.

El Día Pixie en la ciudad natal de Samuel Taylor Coleridge, Ottery St Mary en East Devon, fue la inspiración para su poema "Songs of the Pixies".
La escritora Mary Elizabeth Whitcombe de la época victoriana dividió a los pixies en tribus, según su personalidad y accionar. La novelista Ann Eliza Bray sugirió que los pixies y las hadas eran especies distintas.
Probablemente sea Rachael de Vienne la autora contemporánea de literatura fantástica más fiel a la mitología pixie, transcribiendo en su obra varios de sus atributos. La falta del sentido de la moda ha sido tomado por de Vienne para sugerir que los pixies van a menudo desnudos, a pesar de que serían sensibles a la necesidad de los humanos de cubrirse.
Otros escritores rinden homenaje a los pixies al menos usando sus nombres, pese a que frecuentemente se desvían de los textos mitológicos. Los mitos mismos son tan diversos, que varios y distintos enfoques a los pixies pueden ensayarse, sin contradecir fundamentalmente las fuentes originales.